# Alexandre Gabriac
Pour les articles homonymes, voir Gabriac.
Ne pas confondre avec le jésuite Alexandre de Gabriac.
Alexandre Gabriac, né le 21 décembre 1990 à Boulogne-Billancourt, est un homme politique d'extrême droite français.

## Biographie
En mars 2010, il est élu au conseil régional de Rhône-Alpes sur la liste Front national (FN), devenant à cette occasion le plus jeune conseiller régional de France. En mars de l'année suivante, alors qu'il est candidat FN aux cantonales, Le Nouvel Observateur publie une photo qui le montre faisant le salut nazi, devant un drapeau à croix gammée ; une autre photo du même type est publiée peu après,,. Cette affaire lui vaut d'être immédiatement suspendu du parti, puis exclu au mois d'avril sur décision de Marine Le Pen,, malgré l'opposition de Jean-Marie Le Pen.
En octobre de la même année, Alexandre Gabriac fonde les Jeunesses nationalistes (à ne pas confondre avec les Jeunesses nationalistes révolutionnaires), un groupe destiné à accueillir les « purgés » du Front national,. Les Jeunesses nationalistes sont lancées avec le soutien du mouvement radical L'Œuvre française — dirigé par un autre cadre exclu du FN, Yvan Benedetti — dont elles font figure de « force de frappe » en région lyonnaise.
Pendant l'année 2013, le mouvement de Gabriac, principalement actif à Lyon et dans sa région, fait parler de lui dans le cadre des débats sur le mariage homosexuel, en organisant des manifestations contre la loi instaurant ce mariage et en perturbant des rassemblements en faveur de la loi,. Le groupe défile en utilisant divers slogans comme « La rue, la France, nous appartient » ou « Pas de quartier pour les pédés ». Alexandre Gabriac fait alors de nombreuses apparitions dans les médias français et se livre à des déclarations provocatrices, notamment en dénonçant l'« accouplement sodomite » et en se disant « Ni plus ni moins [antisémite] que Saint Louis ». Il effectue en parallèle de fréquents déplacements en Europe pour y rencontrer les mouvements d'extrême droite les plus radicaux, comme Aube dorée en Grèce.
En juillet 2013, les Jeunesses nationalistes et L'Œuvre française sont dissoutes par le gouvernement à la suite de l'affaire Clément Méric et en raison de leur soutien au négationnisme. Le mois suivant, Benedetti et Gabriac réactivent le groupe Jeune Nation.
Lors des élections municipales de 2014, Benedetti et Gabriac profitent de l'absence de liste FN à Vénissieux pour y présenter une liste baptisée Vénissieux fait front, qui leur permet d'obtenir des sièges à l'hôtel de ville. Le scrutin est cependant annulé début 2015 par le Conseil d'État.
En mars 2015, Alexandre Gabriac est condamné à deux mois de prison ferme pour avoir organisé à Paris en septembre 2012 une manifestation contre le racisme anti-blanc, en dépit d'une interdiction émise par la préfecture. La condamnation est confirmée en appel en juin 2016.
Il rejoint par la suite le mouvement catholique intégriste Civitas, sous l'étiquette duquel il se porte candidat aux élections législatives de 2017 dans la deuxième circonscription de l'Isère,. Il termine dernier de sa circonscription au 1er tour, avec 200 voix soit 0,57 % des suffrages exprimés. Il devient ensuite le secrétaire national de Civitas. En 2018, il revendique « accompagner » le mouvement des Gilets jaunes.
Alexandre Gabriac se reconvertit par la suite en prenant la tête d'un bureau de change à Genève. En avril 2024, il est condamné pour blanchiment par le Ministère public de Genève.